# Нёвель-ле-ла-Шарите
Нёве́ль-ле-ла-Шарите́ (фр. Neuvelle-lès-la-Charité) — коммуна во Франции, находится в регионе Франш-Конте. Департамент — Верхняя Сона. Входит в состав кантона Се-сюр-Сон-э-Сент-Альбен. Округ коммуны — Везуль.
Код INSEE коммуны — 70384.

## География
Коммуна расположена приблизительно в 310 км к юго-востоку от Парижа, в 34 км севернее Безансона, в 18 км к юго-западу от Везуля.
На юге коммуны протекает река Ромен.

## Население
Население коммуны на 2010 год составляло 227 человек.
| 1962 | 1968 | 1975 | 1982 | 1990 | 1999 | 2010 |
| ---- | ---- | ---- | ---- | ---- | ---- | ---- |
| 212  | 207  | 194  | 188  | 199  | 201  | 227  |

## Экономика
В 2010 году среди 135 человек трудоспособного возраста (15—64 лет) 107 были экономически активными, 28 — неактивными (показатель активности — 79,3 %, в 1999 году было 67,2 %). Из 107 активных жителей работали 95 человек (51 мужчина и 44 женщины), безработных было 12 (5 мужчин и 7 женщин). Среди 28 неактивных 6 человек были учениками или студентами, 13 — пенсионерами, 9 были неактивными по другим причинам.

## Достопримечательности
- Бывшее аббатство цистерцианцев Нотр-Дам-де-ла-Шарите[фр.] (1735 год). Исторический памятник с 1996 года[3]
- Амбар цистерцианцев в местности Фонтен-Робер (XVIII век). Исторический памятник с 1998 года[4]